# قلعه نوروز
قلعه نوروز، روستایی از توابع بخش مرکزی شهرستان تویسرکان در استان همدان ایران است.
قدمت این روستا به اوایل قرن ۲ پس از میلاد میرسد.
مردم این روستا از کوچ نشینان بختیاری که از شیراز به سمت همدان کوچ می کردند هستند.
فامیلی مردمان این روستا نوروزی می باشد و یادگار نوروز خان ، اخرین خان این قلعه می باشد.
چنارباستانی به قدمت۴هزار سال دارد.بهترین طایفه این روستا طایفه میرزا رضا است 

## جمعیت
این روستا در دهستان کرزان رود قرار دارد و براساس سرشماری مرکز آمار ایران در سال ۱۳۹۵، جمعیت آن ۲۱۳ نفر (۷۵ خانوار) بوده‌است.